# Sint-Jozefkerk (Eupen)

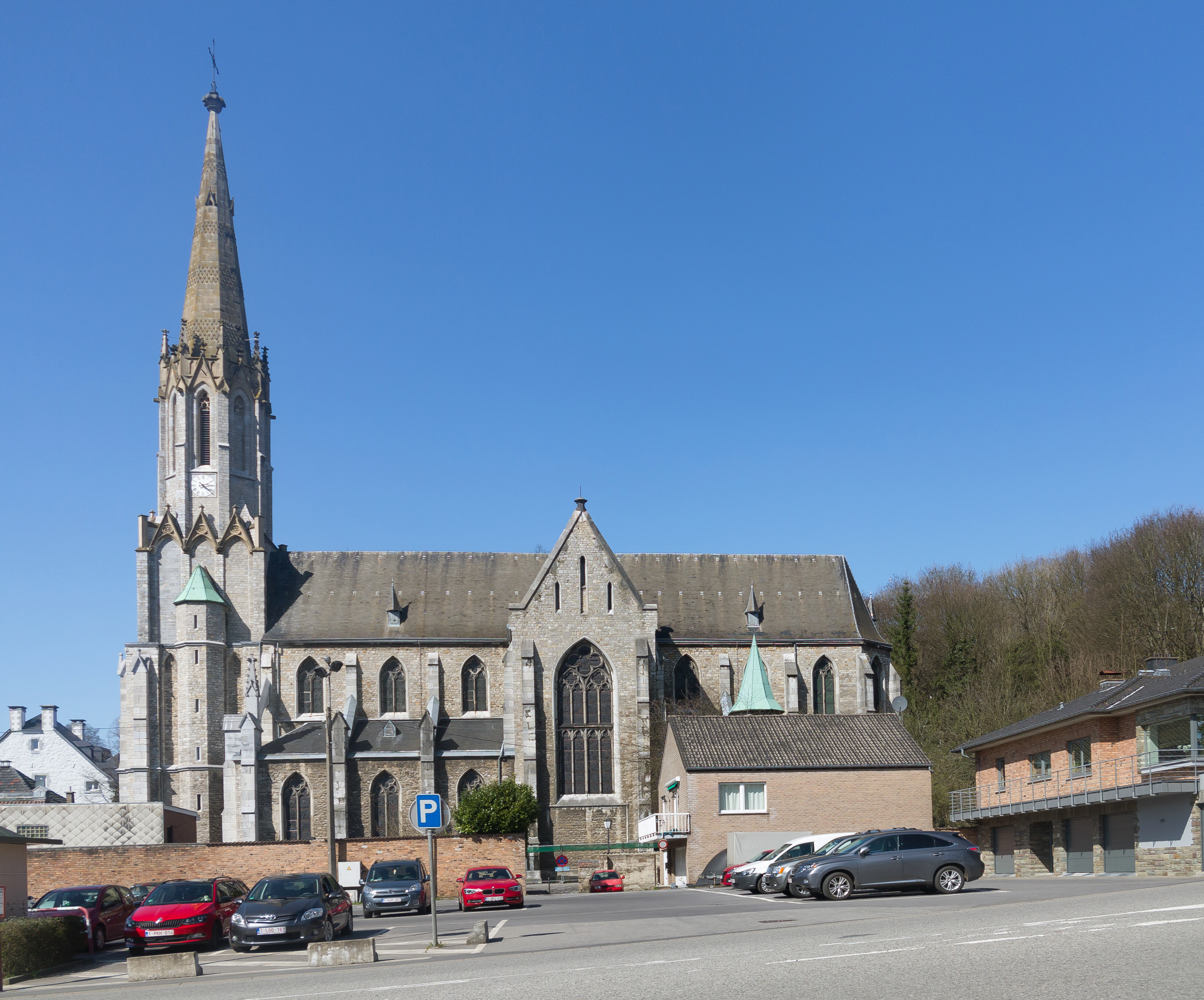
Sint-Jozefkerk

De Sint-Jozefkerk (Sankt Josefkirche) is een kerkgebouw in de benedenstad (Unterstadt) van de Belgische stad Eupen, gelegen aan de Haasstraße.

## Geschiedenis
Voorheen was er enkele een kerk in de bovenstad, namelijk de Sint-Niklaaskerk. In 1712 werd de Bergkapel in het Bergviertel geopend. In de loop van de 19e eeuw breidde het nabijgelegen Haasviertel zich sterk uit ten gevolge van industrialisatie. Daarom werd in het Haasviertel een kerk voorzien, welke pas na de nodige vertraging tot stand kwam. In 1864 werd deze voorlopig ingezegend, hoewel ze nog niet geheel voltooid was. Pas in 1868 was ook het kerkmeubilair geplaatst en kon de kerk definitief in gebruik worden genomen. Pas in 1872 was er ook een eigen pastoor en werd tevens de Bergkapel aan de nieuw gestichte parochie toegevoegd als hulpkerk.

## Gebouw
Het betreft een neogotische kruisbasiliek met voorgebouwde toren, en uitgevoerd in breuksteen. De voorgebouwde toren heeft vier geledingen. De eerste drie hebben een vierkante plattegrond. De vierde geleding is de klokkengeleding en is achtkantig. Daarboven verheft zich de achtkante spits die eveneens in natuursteen uitgevoerd is.
Het interieur wordt overwelfd door kruisribgewelven. Het hoofdaltaar is van 1864, en uit hetzelfde jaar stamt de preekstoel, welke rijkelijk van houtsnijwerk is voorzien, episoden uit de Bergrede voorstellend. Het orgel is van 1874 en werd gebouwd door de firma Müller te Reifferscheid.

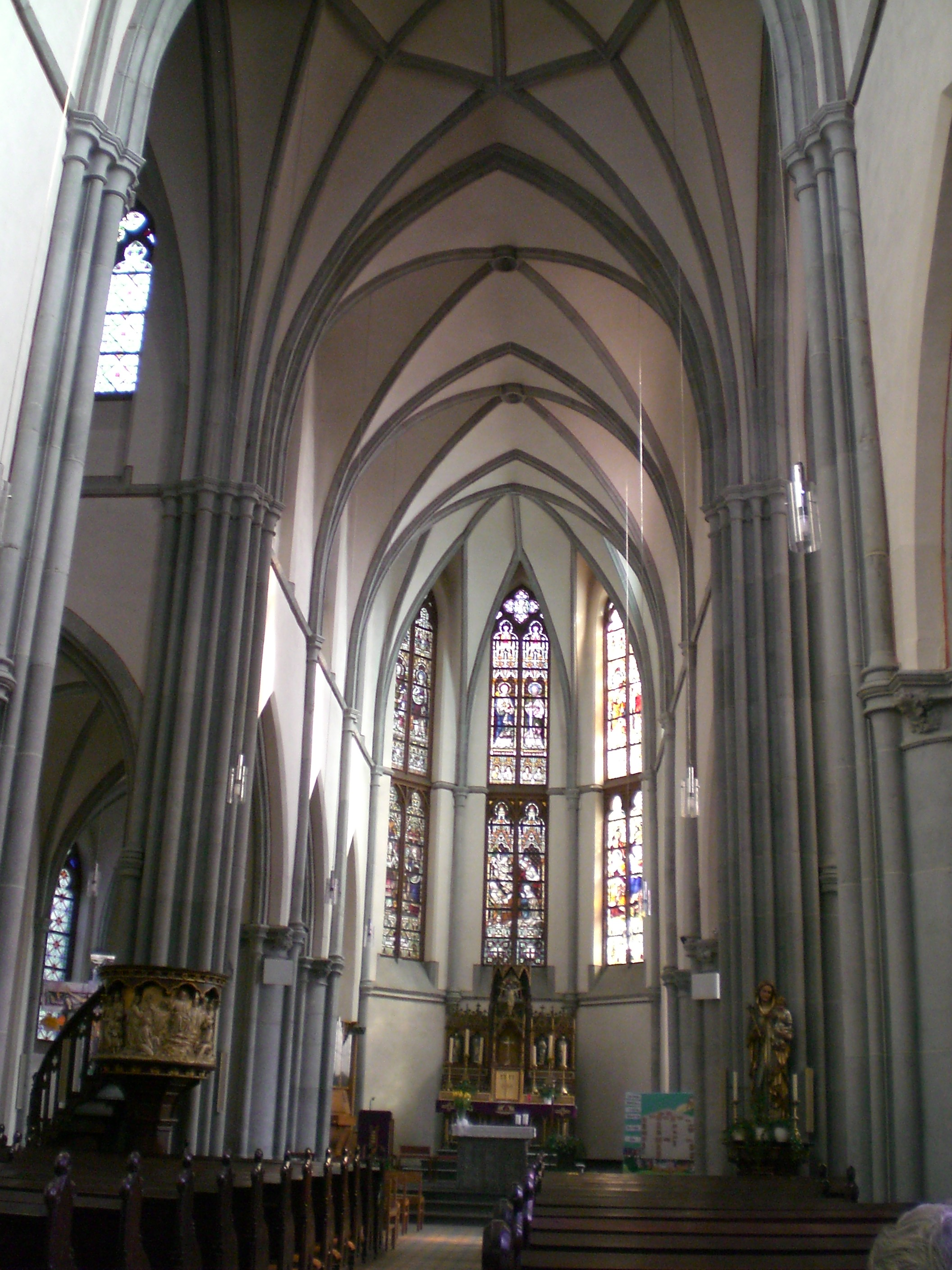
Interieur
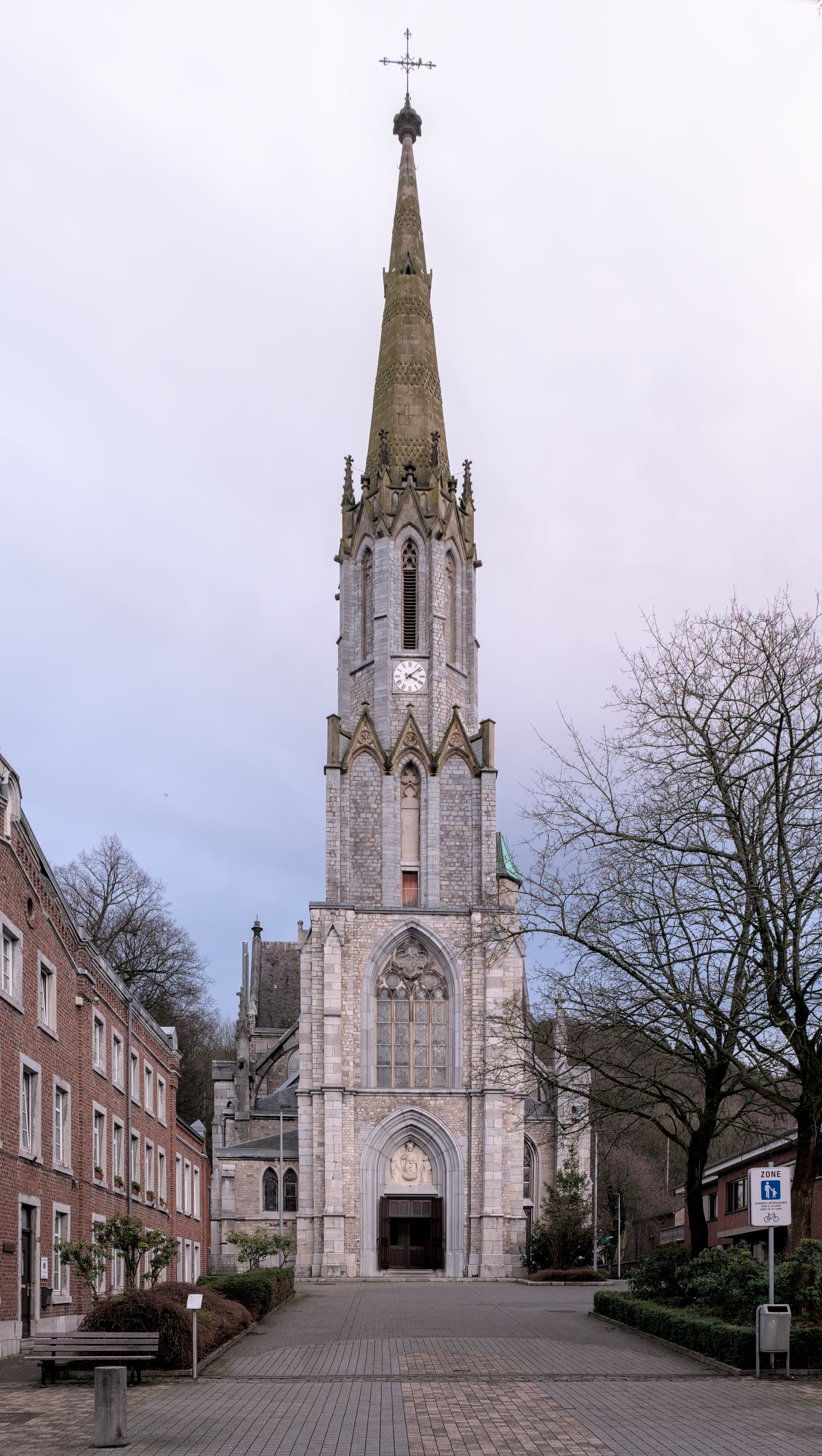
Voorkant